# 中華民國—韓國關係
中華民國与大韩民国（通稱韓國、南韓）之間的關係，在1992年兩國斷交前多称中韩关系（韩语：／ Hanjung gwan'gye */?），在斷交後亦稱臺韓關係。
兩國於1949—1992年有官方外交關係，中华民国是继美国之后，第二个与韩国建交的国家，韩国則是最后一个与中华民国断交的亚洲国家。斷交後，在《新關係架構協定》下，兩國皆在對方首都互設實質大使館。

## 中國大陸時期
1912年中華民國建立後，在時為日本殖民地的朝鮮半島首府京城設有領事館。
而在朝鮮半島為大日本帝國所併吞後，許多朝鮮愛國志士與韓國獨立運動家，便轉往中國大陸繼續從事抗日獨立運動。1919年3月1日，漢城爆發反日示威運動「三一運動」，旅居上海的韓籍革命者為推動朝鮮半島之獨立革命，成立「臨時政府」:48。同年4月8日，臨時政府第一屆臨時議政院會議正式議定國號為「大韓民國」，選出臨時政府國務總理李承晚等，4月17日臨時政府在上海法租界運作:48。1921年11月，临时政府代国务总理兼法务总长、外务总长申圭植以特使的身份到访孙中山在广州刚刚成立的广州中华民国政府，双方相互承认，并正式建立外交关系:51-52。1927年南京國民政府成立後，國民政府及中國國民黨對於朝鮮半島獨立運動給予了許多實際的援助和支持。
1932年4月29日，朝鮮愛國志士尹逢吉炸死在上海虹口公園閱兵之日本軍上海派遺軍總司令白川義則:4619。1932年起，中國國民黨中央組織部的陳果夫提供金九專用電台，協助國府代蒐日本軍情，每月補助9,500法幣予金九，還在洛陽設立中央軍官學校洛陽分校軍官訓練班，培育金九等韓籍軍官，教官為金九親信李青天、李範奭:49。即使是在國民政府對日的八年抗戰艱苦期中，也不忘撥款資助韓國獨立運動，以及成立幹訓班協助韓人進行武裝鬥爭；並且讓大韓民國臨時政府於當時國民政府所在地的重慶辦公。
根據中央研究院近代史研究所編之《國民政府與韓國獨立運動史料》一書中詳載之文件可知，中國國民黨當時秉持三民主義原則援助韓國革命，使之達成獨立建國目標；惟因韓人獨立運動內部派系各有主張，且彼此傾軋嚴重，遂由中央組織部部長朱家驊協助調處。抗戰勝利後，國民政府主席蔣中正主張韓國獨立。1945年10月29日，蔣在重慶會見韓國臨時政府主席金九:7877。1947年4月11日，韓國獨立運動領袖李承晚到南京；4月13日會見蔣:8332。4月，蔣於上海接見李承晚:51。4月21日，韓國獨立運動領袖李承晚自上海飛返漢城:8338。9月1日，中國政府照覆美國政府，同意參加華盛頓中、美、英、蘇四國會議，討論韓國獨立統一問題:8404。
1948年2月，聯合國朝鮮臨時委員會決定韓國選舉程序，5月進行大選:54。8月，大韓民國政府正式成立；同時，雙邊立即給予外交承認。8月12日，中國外交部長王世發表聲明，臨時承認韓國政府，並派劉馭萬為駐韓國大使銜外交代表:8658。9月12日，韓國特使趙炳玉代表韓國總統李承晚訪問中國，是日抵南京，拜訪外長王世杰，並由王世杰陪同謁見蔣；趙炳玉在南京對記者稱：「最終目的是建立不受共產獨裁威脅的一個統一的韓國，希望中國繼續幫助韓國。」並要求南京政府「不要承認代表金九的韓國駐華代表團」:8675。李承晚於稍晚在南京會見蔣介石。11月，韓國在南京設立大韓民國駐中特使館，任命鄭桓範為正式建交前溝通通商事務的特使。
1949年1月1日，中華民國政府承認大韓民國:8767。1月3日，兩國建立大使級外交關係。1月4日，於韓國首都漢城設立中華民國駐大韓民國大使館，並派駐大使。7月29日，大韓民國駐中特使館升格為大韓民國駐中華民國大使館，並派駐大使。

## 臺灣時期

### 邦交期間

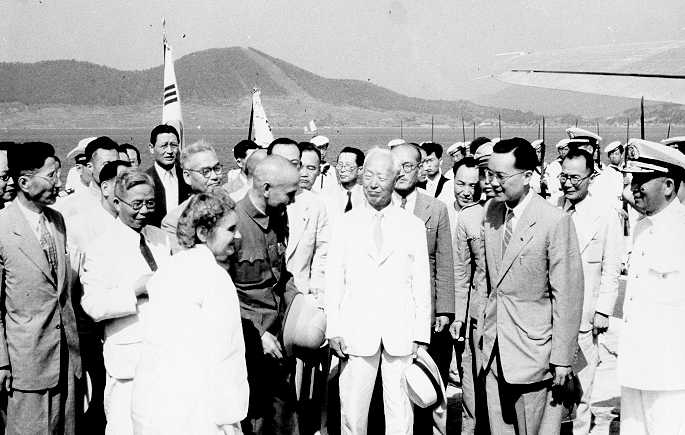
1949年8月，蔣中正訪韓，與李承晚會面

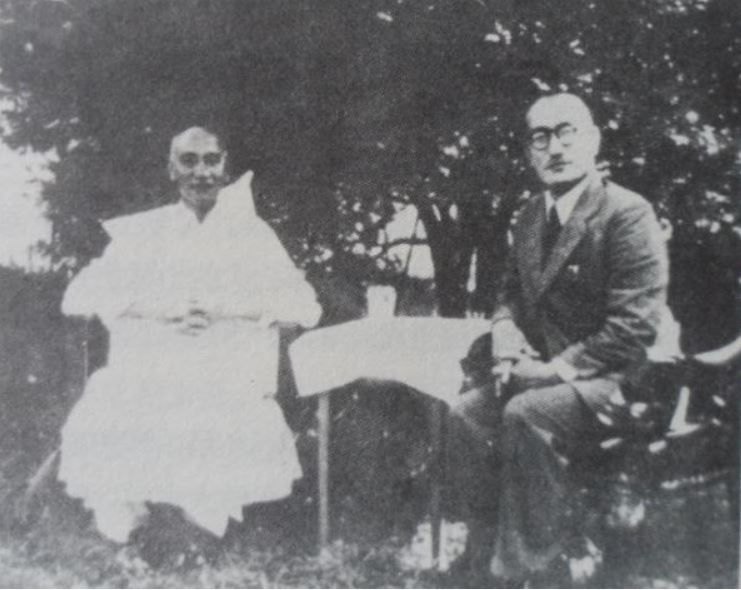
1951年，韓國駐中華民國大使李范奭与蒋中正在台北士林官邸的合影

1953年11月27日李承晚來台訪問，與蔣中正會晤。中為韓國駐中華民國大使金弘壹

1949年8月3日，引退總統職務後的中國國民黨總裁蔣中正應邀飛赴韓國訪問，與韓國總統李承晚於鎮海舉行會議，就東亞國家共同反共問題交換意見，8月8日返台:61。8月10日，韓國首任駐華大使申錫雨在廣州向行政院長閻錫山呈遞國書:9000。9月25日，韓國駐華大使申錫雨拜訪蔣:9017。
1949年8月15日，韓國設立駐臺北领事馆，8月25日，升格為大使館（位於臺北縣北投鎮），1951年11月11日遷入臺北市。

#### 1950年代
1950年6月25日，韓戰爆發，蔣致電李承晚表示關切:65。9月，蔣分電麥克阿瑟、李承晚，祝仁川登陸，漢城光復之捷:66。而朝鲜战争的爆发延遲或阻撓了中國人民解放軍攻台，美国因此護衛台湾，使中共失去攻占台湾的机会。中共参战直接导致中華人民共和國和美國的交流機會破滅，此后中華人民共和國被长期孤立；美國同时認識到台灣的戰略重要性，將台灣重新納入防禦體系。日後簽訂的《中美共同防禦條約》即是基於韓戰的影響。美國也因此改變了對中華民國政府的態度，繼續承認中華民國政府為唯一合法的中國政府，及支持中華民國在聯合國的席位。
中華民國因為韓戰獲得美援，幫助了台灣當時的經濟發展，也提升了國軍的戰力。美國總統杜魯門派遣第七艦隊巡邏台灣海峽，嚇阻中国人民解放军進攻台澎金馬。同時中國人民志願軍的戰俘在遣返目的地中選擇台灣後，則大大鼓舞了國軍士氣:263，因此韓戰也被稱為「國民黨的西安事變」:770。而中華民國政府原有意出兵韓國協助，然遭到美方拒絕。不過後來中華民國仍有進行物資援助。
1953年11月，蔣接見美國記者發表談話，強調中國、韓國、越南三國問題，相互極具關聯:75。同月，韓國總統李承晚訪華，蔣與李總統發表《聯合聲明》，籲請亞洲自由國家，共同組織反共聯合陣線:75。訪問期間，為感謝中華民國政府長期以來對韓國獨立運動的支持，李承晚特別頒贈韓國建國勳章之大韓民國章予蔣。此勳章現今仍收藏於臺北中正紀念堂內的展覽廳。
1954年1月23日，14,209名留韓反共義士投奔台灣:76。蔣致電美國總統艾森豪申致謝意，並發表聲明：志願遣俘成功，證明民主國家獲得主動；中國大陸同胞倘獲機會，亦必將為自由奮鬥:76。之後中華民國將該日訂為「一二三自由日」。
中華民國政府播遷來臺之初，韓國是所有中華民國邦交國之中，唯一派駐常任大使於台北的國家。首任國務總理李范奭與韓戰名將白善燁、金弘壹，以及韓國國父金九之子金信均曾任駐中華民國大使。1954年6月，台韓發起組織亞洲人民反共聯盟，歷年分別在東亞各國召開會議:194。1967年改組為世界反共聯盟，每屆大會美洲、中東、及歐洲部分國家，均派有代表列席:194。
1955年10月，蔣接見韓國自由黨親善使節訪問團，告以台、韓能堅強合作，東亞必有光明:82-83。
1958年4月3日至4月5日，韓國文化藝術訪問團在台進行為期3天訪問。於台北中山堂表演舞蹈、歌唱等節目，並展出藝術品及反共宣傳資料等，擁有30名隊員的海軍軍樂隊，在台北新公園及三軍總部作幾場演奏，遊行台北市區，並在總統府前廣場作操槍技巧表演。晚間在台北中山堂演出，表演節目有合唱、劍舞、扇舞。

#### 1960年代

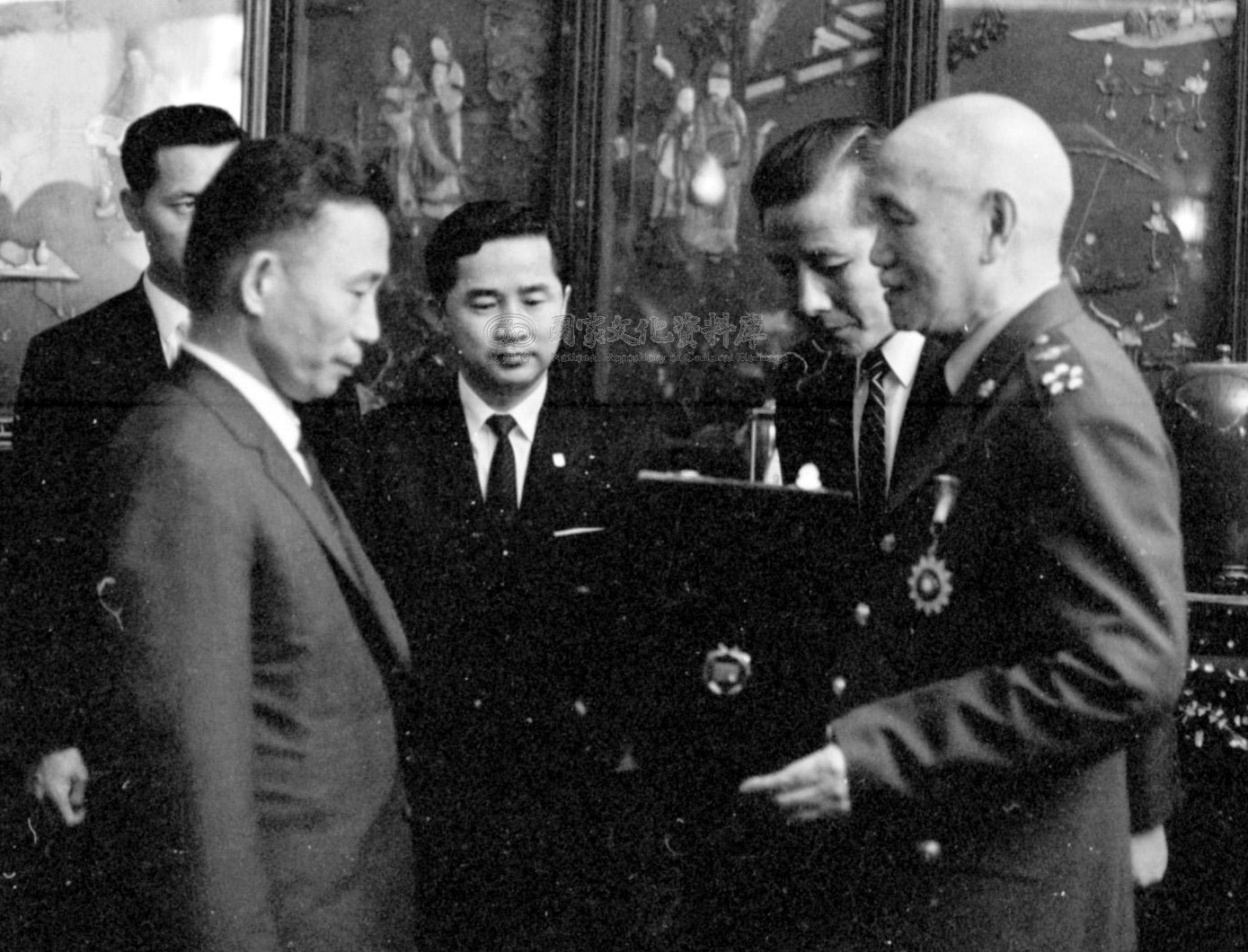
1966年，蔣中正於總統官邸會晤韓國總統朴正熙並舉行贈勳儀式

臺南市安平區「光州路」路名牌，邦交時期的台韓兩地落實了數座城市間的姊妹市關係

光州廣域市「台南大路」路名牌，紀念1968年兩市結為姊妹城

1961年1月26日，特任劉馭萬為駐韓大使:666。2月27日，外交部長沈昌煥訪韓；3月3日，在漢城簽訂中、韓貿易協定:666。
1962年，金鍾泌以朴正熙總統特使身份訪台，獲蔣接見:4。同年8月12日，何應欽以特使身分訪問韓國，參加大韓民國獨立慶典。
1963年1月29日，韓國外長崔德新抵臺訪問；2月4日，發表聯合公報。
1964年8月，總統府秘書長張群啣命訪問韓國，獲總統朴正熙贈以一等樹交勳章，並獲韓國國立漢城大學頒贈名譽法學博士:108。10月，韓國總理丁一權訪問台灣，謁見蔣介石商討中韓有關問題:108。10月11日，韓國駐中華民國大使金信與外交部長沈昌煥簽署《中韓友好條約》，在台訪問的總理丁一權、總統府秘書長張群均到場觀禮。12月，行政院長嚴家淦亦訪問韓國:109。1965年12月，互換友好條約批准書:205。
1966年2月15日，韓國總統朴正熙與夫人陸英修抵台訪問，與蔣會晤，舉行會談:112。4月，國防部長蔣經國應邀訪問韓國，謁見朴正熙總統，就亞洲問題交換意見:112，被朴授予一級修交勳章:521；並視察三八線。10月，曾在上海製造虹口公園爆炸案的尹奉吉之胞弟尹南仪與兒子尹淙應蔣介石總統之邀來台訪問，並參加當年度之雙十國慶典禮。
城市交流方面，高雄和釜山於1966年6月30日成為姊妹城市。1968年，台北和漢城（今首爾）成為姊妹城市，台南和光州亦締結姊妹市關係，兩市並各自設立「光州路」和「台南路」（現台南大路）以茲紀念。
1967年2月22日，韓國國會議長李孝祥來台訪問。1969年2月24日，蔣經國再度訪韓，代表國府贈勳大韓民國國軍七位將領:521。蔣經國與韓國總統朴正熙以及總理丁一權會談，並且發表聲明。

#### 1970年代

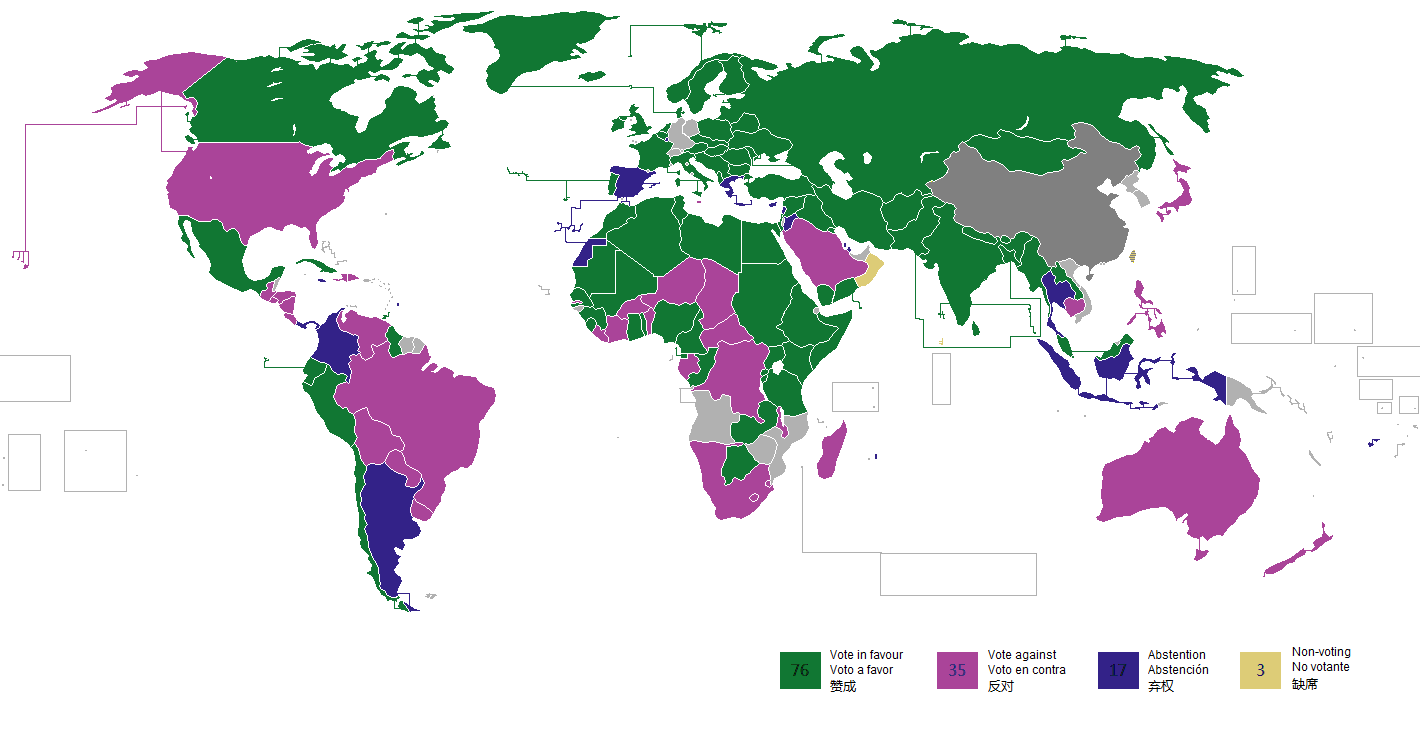
灰色國家表示非聯合國會員國，韓國當時尚未加入，因此不能對中華民國續留聯合國一案參與投票，即《聯合國大會2758號決議》

1971年9月，參謀總長賴名湯空軍一級上將訪問韓國。10月，由於當時韓國非聯合國會員，因此無法就中國代表權問題表態，即《聯合國大會2758號決議》。同年12月25日，中華民國駐韓公使余先榮下榻的大然閣飯店發生火災事故，余負傷於翌年1月5日過世。
1972年，韓國海軍牙山艦（아산；APD-82）和熊浦艦（웅포；PG-83）組成的訓練艦隊來到高雄港進行為期4天的親善訪問，在高雄市政府體育場舉行各項表演，高雄市政府主任秘書楊煥文致詞歡迎，表演內容有儀隊操槍、軍樂隊、跆拳道等。
1974年韓國著名記者孫忠武至臺灣查找金九相關史料，副總統嚴家淦予以接見，並親手揮毫書法贈之。
1975年4月5日，蔣中正逝世，韓國總統朴正熙於4月6日發表特別聲明：「蔣總統不但對導致二次大戰盟國勝利有偉大的貢獻，而且對韓國的獨立運動，也曾予積極的支持。蔣總統對二次大戰後為奠定世界和平和秩序的基礎，貢獻尤多。他的這些無法數計勳業，將永為韓國人民所難忘……」:1並發表悼辭稱：「……本人和韓國同胞暨全世界所有崇仰其勳業的人們，敬向蔣總統歷盡艱困，而仍固守信仰，堅毅不拔的精神致最崇高的敬禮。……」:294月8日，英文《韓國時報》社論稱：「……這位已故中國政治家，在我國悲劇殖民時代中對我們愛國志士不斷予以援助，結果在第二次世界大戰後，促使韓國人民恢復國家的獨立。……自從中華民國政府遷臺後，蔣總統創造新的社會風氣。因此，目前自由中國人民享受繁榮的經濟，其經濟體系比遷臺時擴大為十倍，國民所得在七百美元以上……自由中國人民預期在今後五年內，將使他們的國家在經濟上趨於先進國家之林。蔣總統在韓國歷史黑暗期間，援助韓國獨立鬥士，並予以庇護，此一歷史事實，韓國全體人民將沒齒難忘。我們愛國志士在蔣公鼓勵和保護下，能在國對國內的殖民統治者鬥爭。由於一九四三年開羅宣言的明白規定，蔣委員長促使世界各國承認獨立韓國的歷史正當主張。在他領導之下，中華民國與新建立的大韓民國維持友好關係，尤其在國際政治方面更如此。……」:125同日，韓國英文《前鋒報》社論稱：「……由於蔣總統的革命背景和歷史遠見，對過去殖民的韓國表示特別同情，並對韓國人民為國家獨立奮鬥予以友愛的協助。蔣公逝世，我們感到更為悲痛，因為他和中國在遭逢災難的時期，尤對流亡的韓國臨時政府如此關切。蔣公要在開羅宣言中規定韓國獲得解放成為獨立國家，因此該宣言允許韓國在『適當時機』內予以獨立。」:126
，並派出國務總理金鍾泌來台弔唁。韓國媒體做大篇幅的報導。4月11日，金鐘泌談話稱：「蔣總統對韓國獨立建國的支持與貢獻，載于韓國史冊，韓國國民將永誌不忘他的恩德。……」:4
1979年10月朴正熙遇刺身亡後，蔣經國總統曾表示慰問，中華民國駐韓大使館亦降半旗致哀並由行政院院長孫運璿率團前往參加喪禮。當時韓國亦常以「自由中國」（：／）或「反共中國」（：／）稱呼中華民國。

#### 1980年代至斷交前
在兩岸對峙期間，韓國常扮演中介者角色，許多逃离中国大陆的反共人士皆是在韓戰之後通過韓國領土而後轉往台灣。1980年代以後，由於東亞國際情勢變化，以及韓國對於朝鮮民主主義人民共和國（北韓）政策的改變，漢城方面開始與北京進行交流與接觸，與台北的邦交關係出現變化。
1983年5月5日發生的中國民航296號航班劫機事件，促成了韓國與中華人民共和國官方的第一次正式接觸，雙方以「大韓民國」及「中華人民共和國」的正式國名互稱。這個事件普遍認為是中華人民共和國與韓國間關係正常化的開端，也為中華民國及韓國的邦交動搖揭開序幕。
1984年5月24日，韓國前總理金相浹來台訪問；1985年3月26日，韓國交通部長孫守益訪臺3天:949。
1986年11月14日，雙方簽訂《中韓空中運輸協定》。
1987年1月20日，金萬鐵等11名「脫北者」駕船抵達日本，經中華民國政府予以協助，於2月8日經由臺北前往韓國定居。韓國總統全斗煥、外務部長崔侊洙分別致函感謝。
1988年1月29日，韓國總理金贞烈抵臺訪問。
1988年2月25日，行政院長俞國華以中華民國慶賀特使的身分，率領外交部長丁懋時、行政院新聞局長邵玉銘、國防部副參謀總長趙知遠、中華民國工商協進會理事長辜振甫，參加韓國第十三任總統盧泰愚的就職典禮。
1990年2月7日，韓國國會議長今在淳應中華民國立法院長劉闊才邀請，率領多位議員抵台訪問。期間會見總統李登輝、行政院長李煥、立法院長劉闊才等人士。9月，韓國發生水災，中華民國外交部長錢復致電韓國外務部長崔浩中表示關切及慰問，並捐贈20萬美元協助賑災救難工作。其後，崔浩中透過韓國駐中華民國大使館致送節略表示感謝。11月26日，立法院長梁肅戎應韓國國會議長朴浚圭邀請，率領多位議員抵韓訪問。期間會見韓國總統盧泰愚、總理姜英勳等人士。
1991年10月，韓國國會議長朴浚圭、雇傭勞動部長崔秉烈抵台訪問，並參加中華民國國慶活動。
1992年5月6日，中華民國總統府秘書長蔣彥士以特使身份率團前往韓國訪問，獲得了總統盧泰愚「結交新朋友，不忘老朋友」的對於斷交後兩國關係安排的政治承諾，這是兩國斷交前最後的高層官式訪問。

### 斷交
1992年8月23日，韓國總統盧泰愚為與中華人民共和國建交，斷绝與中華民國自1949年建立的外交关系，韓國政府除了要求中華民國駐韓國大使館人員於24小時內離境，原屬中華民國的大使館等資產（國產）和土地均被韓國政府接收並轉交中華人民共和國政府，作為新的中國駐韓國大使館，還要求旅韓漢城僑團、僑校停止懸掛中華民國國旗等。斷交時間之匆促、手段之激烈，使中華民國政府及國民深感背叛及羞辱，這被認為是導致臺灣民間反韓情緒及至今影響臺韓關係的原因之一。
中華民國外交部部长钱复代表中華民國政府宣布对韩国進行全方面报复手段：自中華人民共和國與韓國建立外交关系之日起，中華民國即与韩国断交，並拒绝韩国政府特使团于9月初来華说明断交理由、自陸韩建交之日起取消对韩贸易一切优惠待遇、自9月15日起停止实施双方民航协定。当天中華民國經濟部部長萧万长於外交部宣布与韩国断交后，将取消此前提供给韩国的一切超乎一般的特别优惠待遇，并终止双方间原有的贸易协定。随即采取的报复性经济措施主要包括：停发韩国小汽车进口配额和韩国水果的进口配额；取消韩国厂商参与台湾今后国营事业的竞标机会；双方部长级经济合作会议立即停止，今后也不再举行。得知資產被韓國過繼的中華民國使馆人员在撤离时還损坏了墙壁、地毯、桌椅等设施。

### 斷交後

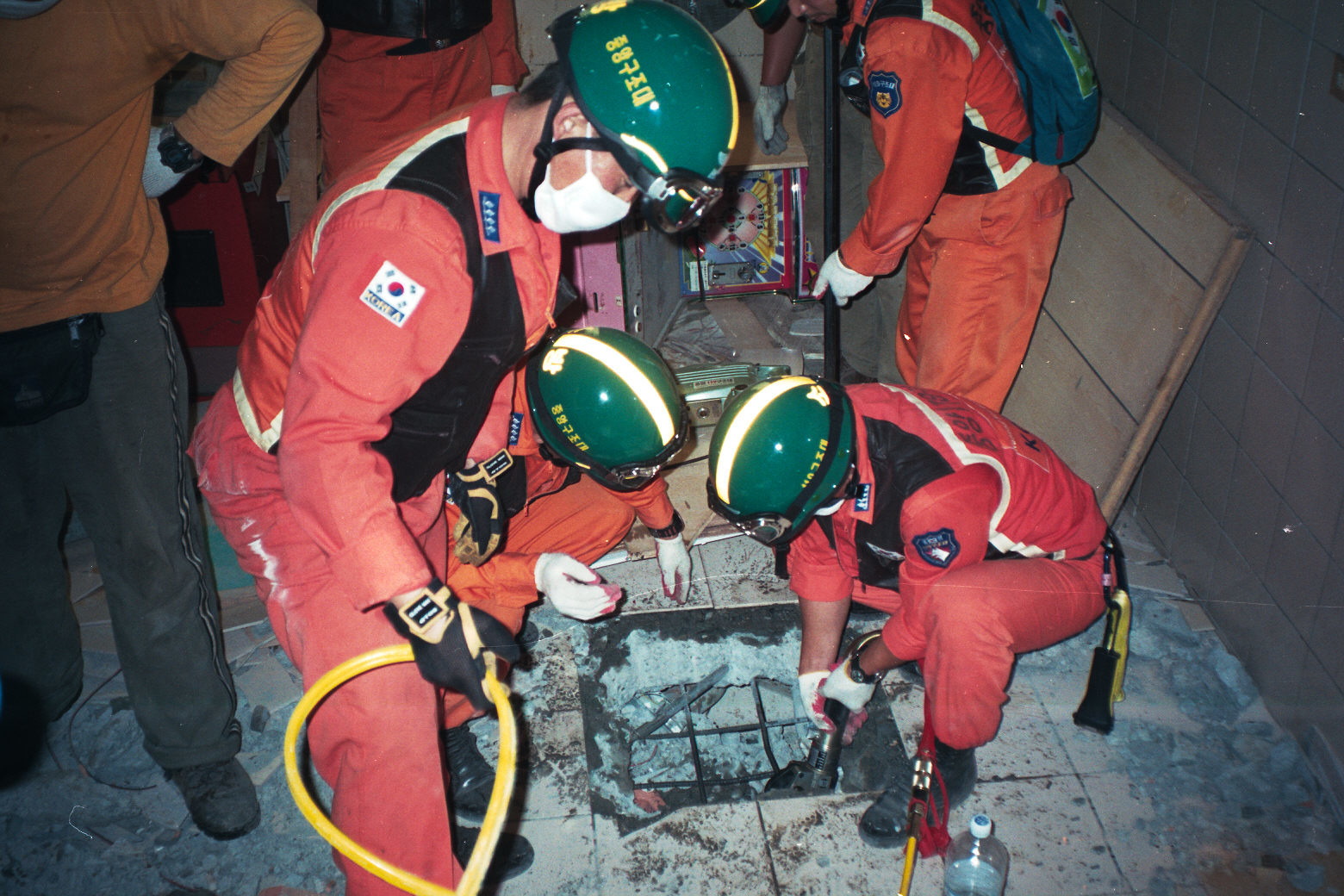
韓國中央政府內務部消防局（現消防廳）的中央119救助本部派員參與1999年台灣921大地震救災工作

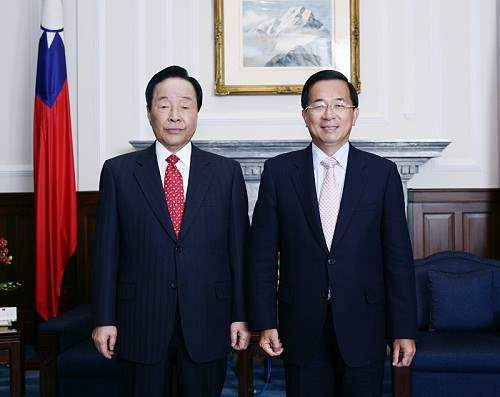
2008年，中華民國總統陳水扁會見前韓國總統金泳三

1997年7月，有鑑於韓國在推行「外國人登錄證」電腦化作業後，將原國籍欄的中華民國或自由中國，變更為中華臺北或臺灣，中華民國外交部常務次長鄭文華約見駐台北韓國代表部代表姜敏秀表達強烈不滿。
1999年8月，中華民國國家安全會議副秘書長胡為真前往韓國，代表其父胡宗南將軍接受韓國政府頒授的「建國勳章之獨立章」。
1999年9月21日，台灣中部發生大地震。韓國內務部消防局（現消防廳）派出一支16人編制的國家級救援隊來台灣，其中在大地震後第四天9月24日於臺中縣大里市倒塌的「台中王朝」大樓廢墟中，經瑞士救難隊重新探測發現生命跡象，於是努力挖掘，終於在傍晚由救難隊長崔珍鍾救出受困長達87小時的6歲男孩張景閎，全國電視台並且實況轉播畫面。此外，韓國亦派出具官方色彩的國籍航空大韓航空貨機載運30噸的賑災物資於10月1日抵達中正國際機場（今桃園國際機場），此為兩國於1992年斷航後第一班飛抵台灣的韓國飛機。
2001年7月，韓國卸任總統金泳三訪問台灣，獲中華民國總統陳水扁接見，並於立法委員餐敘時表示全世界沒有一個國家是「一國兩制」的，這根本行不通。
2002年8月31日，侵襲韓國，造成該國43年以來最嚴重災情。9月3日，中華民國外交部長簡又新致函韓國外交通商部長崔成泓表示慰問，並指示駐韓國台北代表部捐贈10萬美元。
2002年12月，台灣與韓國間開航定期包機，有限度的恢復通航。2004年中，中華民國政府與韓國政府達成協議，恢復台韓定期航線，並在2005年3月1日正式執行，正式結束台韓斷交後長達13年的斷航狀態。
2003年2月18日，韓國大邱地鐵發生人為縱火事件，造成重大傷亡，總統陳水扁、行政院長游錫堃、外交部長簡又新分別致函韓國總統金大中、總理金硕洙、外交通商部長崔成泓，表達關切與慰問之意。在25日舉行的韓國第16屆總統就職典禮決定簡化規模，並取消其他慶祝活動，僅邀請美國、日本、中華人民共和國、俄羅斯組團前往慶賀，其他各國均婉謝。臺灣方面原規劃由執政的民主進步黨秘書長張俊雄率領立法委員前往，也因此取消。
2003年5月17日，韓國外交通商部表示，有鑑於台灣的嚴重急性呼吸道症候群疫情（SARS），決定捐贈臺灣價值5萬美元的醫療用口罩1萬5,000個。
2010年2月－3月，韓國世界和平自由聯盟在首爾清溪川廣場舉辦「韓戰60週年照片展」期間，將中華民國列為物資支援國，並懸掛中華民國國旗。但因中華人民共和國駐韓國大使館抗議而於3月5日降下國旗，復經駐韓國台北代表部強烈抗議後，主辦單位決議以民間組織活動無涉「一個中國」政策為由，恢復掛上中華民國國旗。
受到韓國外交政策影響（特別是在對北政策），韓國官方對於與中華民國官方交流並不算非常重視，2011年10月，韓國駐台代表丁相基曾投書韓國《朝鮮日報》，呼籲官方重視雙方關係。
2019年8月23日，在兩國斷交即將屆滿27年，由韓國民間網媒Media Watch發起「台韓邦交正常化宣言式」支持台韓恢復邦交活動集會，有近百位韓國國民在光化門駐韓國台北代表部辦公大樓前廣場集會。
2020年1月14日，駐台北韓國代表部代表姜永勳率團前往空軍松山基地指揮部弔唁因空難殉職的參謀總長沈一鳴上將等8人的公祭儀式。
2021年5月21日，韓國總統文在寅與美國總統拜登舉行會談後的《聯合聲明》提及，兩人強調維護台海和平穩定的重要性。
2021年7月21日，韓國外交部第一次官崔鐘建、美國副國務卿及日本外務事務次官森健良在日本東京舉行會談，會議摘要指出美日韓三方在區域議題時強調維繫台海和平穩定重要性。
2021年12月16日，韓國政府在其舉辦的「第四次工業革命委員會」會議當天臨時取消對中華民國行政院政務委員唐鳳的邀請。唐鳳原先以「台灣數位部長」的身分受邀線上演講，但韓國外交部卻以「考量兩岸關係各層面」為由臨時取消邀請，青瓦臺方面亦否認有中華人民共和國介入因素；而中華民國外交部則召見韓國駐台代理代表洪淳昌並指示駐韓代表處向韓國政府表達強烈不滿，認為韓方此舉嚴重外交失禮。
2022年5月21日，韓國總統尹錫悅與美國總統拜登舉行會談後的《聯合聲明》提及，兩人重申維持台海和平穩定的重要性，是印太區域安全與繁榮的基本要素。
2023年4月19日，韓國總統尹錫悅在路透社專訪中就台海緊張局勢表示，這種緊張因試圖用武力改變現狀而造成，韓國與國際社會一道反對這種改變。臺灣問題不單純是兩岸之間的問題，就像韓朝之間的問題一樣，其涉及範圍已超出本地區，只能將其視為全球性問題。對此，中華人民共和國外交部發言人汪文斌回應，解決台灣問題是中國人自己的事，不容他人置喙。台灣問題純屬中國內政，是中國核心利益中的核心。20日，韓國外交部第一次官張虎鎮（장호진）召見中國駐韓國大使邢海明對汪文斌的發言提出強烈抗議。26日，韓國總統尹錫悅與美國總統拜登在白宮會面，會後發表《聯合聲明》，重申維護臺海和平穩定的重要性，臺海和平穩定是促進區域安全與繁榮不可或缺的要素，兩人也強烈反對任何片面改變印太地區現狀的企圖。
2024年4月3日，臺灣東部發生大地震，韓國外交部發言人任洙奭對遇難者表示哀悼，韓國政府願意提供救災與重建等援助。
2025年5月29日，《時代雜誌》刊登韓國共同民主党總統候選人李在明的專訪，當被問到如果台灣遭到中國攻擊，是否會向台灣提供援助時，回應「等外星人入侵地球的時候，我會思考這個問題。」李在明於2024年3月22日亦公開質疑尹錫悅政府介入兩岸關係的必要性，表示「為何要刺激中國，就說聲『謝謝』，對台灣也說『謝謝』，這樣不就好了。」直言「中國與台灣國內的問題變成怎樣，跟我們有什麼關係。」

#### 周子瑜國旗事件
2015年底，發生周子瑜國旗事件。該事件爆發後，韓國多家大型電視新聞都以專題加以報導，有韓國網友表示「舉自己國家國旗是怎麼了？」、「看了好心痛，她不過是舉了自己國家的國旗而已」、「我在台灣住過兩年，現在住中國，也已經第二年。台灣和中國是完全不一樣的地方。」、「說實在話，這和日本占領時期，逼韓國人說『日本和韓國是一體的，我們是日本天皇的子民』，有什麼不同？」
韓國多文化公民團體「社團法人韓國多文化中心」以種族歧視及違反人權為由向韓國國家人權委員會舉發申訴JYP及老闆朴軫永逼迫周子瑜拍攝道歉影片，要求針對事件展開詳細調查，中心聲明「小女孩周子瑜手搖讓自己在演藝界出道的韓國太極旗，還有自己出身的母國─台灣的母國旗是極其自然的行為，少女下面還有揮舞太極旗的成員、也有揮舞日本國旗的成員，還能存在甚麼『政治黑幕』？其所屬經紀公司JYP娛樂及老闆朴軫永屈服於中國大陸網友的抵制施壓，硬要她錄製道歉聲明，是嚴重侵犯人權。」「對周子瑜被強迫施加的道歉行為，已引起台灣國民公憤，最終將為台灣撒下『反韓』感情的火苗」若經國家人權委員會查證判斷當中確實存在強迫行為，將向大韓民國檢察當局控告JYP娛樂及老闆朴軫永並敦促採取司法懲處。中心代表金成會表示此事對韓國國格造成損害：「拿自己國家的國旗，當然沒錯，JYP卻只想到中國市場與網友的反應。JYP是只在乎錢和經濟嗎？」「我們認為台灣國民，會因此感到很受傷。韓國已經實現民主化了，我們想告訴台灣國民，韓國也是相當珍視民主和人權的國家。」

###### 人員互訪（1995年至今）：
僅列舉部分名單
中華民國：前副總統連戰、國安會秘書長陳唐山、國安會副秘書長胡為真、張旭成、楊永明、前行政院長蕭萬長、張俊雄、立法院長王金平、立法院副院長鍾榮吉、曾永權、司法院副院長城仲模、蘇永欽、考試院長關中、監察院長王建煊、前監察院長錢復、內政部長余政憲、經濟部長王志剛、何美玥、財政部長邱正雄、李庸三、林全、法務部長施茂林、交通部長劉兆玄、葉菊蘭、林陵三、毛治國、教育部長杜正勝、吳思華、考選部長楊朝祥、董保城、銓敘部長張哲琛、內政部政務次長簡太郎、外交部政務次長夏立言、外交部常務次長張小月、經濟部政務次長侯和雄、經濟部常務次長施顏祥、教育部政務次長呂木琳、范巽綠、黃碧端、國防部情報次長李貴發、交通部常務次長游芳來、新聞局長姚文智、鄭文燦、人事行政局長陳清秀、國際貿易局長黃志鵬、觀光局長蘇成田、勞工委員會主任委員陳菊、國家科學委員會主任委員劉兆玄、陳建仁、僑務委員會委員長張富美、吳英毅、陳士魁、體育委員會主任委員林德福、公平交易委員會主任委員黃宗樂、研究發展考核委員會主任委員林嘉誠、金融監督管理委員會主任委員龔照勝、中央選舉委員會主任委員張政雄、張博雅、國史館館長吳密察、國立故宮博物院院長杜正勝、林曼麗、臺北市長馬英九、郝龍斌、柯文哲、高雄市長陳菊、臺北市議會議長吳碧珠。
大韓民國：前總統金泳三、前國務總理李漢東、前副總理黃祐呂、前國會議長朴浚圭、朴寬用、金炯旿、國會副議長李秉錫、鄭宇澤、國會知識經濟委員會委員長鄭長善、國會保健福祉委員會委員長田瑢源、金泰弘、邊雄田、國會教育文化體育觀光委員會委員長薛勳、國會女性家族委員會委員長俞承希、全羅北道知事柳鍾根、慶尚南道知事金台鎬、忠清北道知事鄭宇澤、大邱市議會議長李東熙。

## 外交機構

### 歷代韓國大使館館址
韓國駐中華民國使領館在台館處，起源於1949年8月15日開館的駐台北領事館，同月25日旋即升格為大使館，不過當時中華民國政府各機關仍在廣州辦公，尚未遷至台北。大使館館址最初設於當時劃屬台北縣的北投鎮，後於1951年11月11日遷入台北市區:p160，館址為仁愛路三段。因兩國相互往來經貿頻繁，當時韓國第7任駐台大使金桂元相中松山菸廠旁有一塊面積600坪的空地，於是跟菸酒公賣局承租興建，採用建築師蔡柏鋒的設計，於1977年完工落成啟用，當時新韓國大使館的外觀是一棟像三明治的四層樓建築物，地址為台北市忠孝東路四段345號，據說削成三角形的奇特外型是用以象徵韓國的分裂，含有反共統一的寓意，常吸引路人的目光。
在兩岸未開放前，許多「反共義士」開著軍機、劫持民航機降落韓國，韓國當局若態度曖昧不明，大使館免不了就會有人抗議、丟雞蛋，甚至還有人曾在韓國處理3213號魚雷艇事件時，在大使館前自焚。
1992年8月23日，中華民國與韓國斷交，韓國大使館就沒有再使用，韓國政府並藉同年9月4日起施行的《總統令第13725號·外務部及其所屬機關編制》（대통령령 제13725호 외무부와그소속기관직제）關閉該使館。因韓國政府尚欠公賣局203萬元地租，該局也要求韓方拆屋還地。但後來房舍未拆，閒置至1998年才由交通部觀光局進行整修，成為旅遊服務中心。
2005年8月11日，原韓國大使館建物因台北大巨蛋的興建而遭到拆除。

### 斷交後代表機構
1992年8月23日，兩國斷交以後，韓國曾在9月15日派遣由韓國國會前議長金在淳、丁一權等8人在內的使節團赴台，除表達歉意外，也就雙邊關係架構等共同關注議題交換意見:563，但韓方對未來新設代表機構抱有「不得採用『中華民國』國號、只得掛名『台北』」的堅持，雙方因此無法達成具體協議:97。直至台韓協議出來之前，已經閉館的原中華民國駐韓使館僅暫以「旅韓華僑證照收轉服務處」之名義在韓國維持領事業務:610。
1992年12月，盧泰愚的總統任期結束，下一屆的金泳三政府任內則繼續與台灣方面協商，兩者對共同議題的認知差距也有所縮小:97。1993年7月27日，雙方歷時一年協商後，於日本大阪簽署《重建新關係架構協定》，同意互設代表機構、開展領事業務，並恢復經貿、文化和學術交流等方面的雙邊合作。1993年10月2日，台方在漢城（今首爾）開設具大使館功能的駐韓國台北代表部，於1994年1月25日掛牌運作，為代表兩國政府推動雙邊實質交流合作之機構。2004年12月28日，在第二大城釜山設立駐韓國臺北代表部釜山辦事處，於2005年1月31日掛牌運作，以加強與南部地方政府之交流合作關係:90；1993年11月25日，韓方亦在台北市成立類似功能的駐臺北韓國代表部。

## 經濟

### 貿易
中華民國對外貿易發展協會（外貿協會）於首爾設立台灣貿易中心。經濟部國際貿易署也設立駐韓國代表處經濟組。
兩國貿易自1989年起持續快速成長，對韓國貿易逆差也隨之增加，2006年逆差金額達78.4億美元高峰，往後貿易逆差有增有減，2015年降至4.6億美元，是1997年以來最低值，2022年則增至120.6億美元。由於兩國产业結構極為相似，雙邊貿易已呈現高度「產業內貿易」現象。
| 年分 | 貿易總額       | 貿易總額 | 貿易總額 | 出口至韓國     | 出口至韓國 | 出口至韓國 | 自韓國進口     | 自韓國進口 | 自韓國進口 | 順逆差 |
| 年分 | 金額           | 年增減   | 排名     | 金額           | 年增減     | 排名       | 金額           | 年增減     | 排名       | 順逆差 |
| ---- | -------------- | -------- | -------- | -------------- | ---------- | ---------- | -------------- | ---------- | ---------- | ------ |
| 2017 | 31,309,872,589 | ▲15.2%   | 5        | 14,416,079,366 | ▲15.0%     | 6          | 16,893,793,223 | ▲15.3%     | 4          | 逆差▲  |
| 2018 | 35,264,914,332 | ▲12.6%   | 5        | 15,739,358,457 | ▲9.2%      | 6          | 19,525,555,875 | ▲15.6%     | 4          | 逆差▲  |
| 2019 | 34,658,557,421 | ▼1.7%    | 5        | 16,917,228,432 | ▲7.5%      | 6          | 17,741,328,989 | ▼9.1%      | 4          | 逆差▼  |
| 2020 | 35,751,956,287 | ▲3.2%    | 5        | 15,140,824,396 | ▼10.5%     | 6          | 20,611,131,891 | ▲16.2%     | 4          | 逆差▲  |
| 2021 | 50,780,832,743 | ▲42.0%   | 5        | 20,140,549,969 | ▲33.0%     | 6          | 30,640,282,774 | ▲48.7%     | 4          | 逆差▲  |
| 2022 | 56,440,260,794 | ▲11.1%   | 5        | 22,178,259,114 | ▲10.1%     | 6          | 34,262,001,680 | ▲11.8%     | 4          | 逆差▲  |
| 2023 | 46,618,869,423 | ▼17.4%   | 5        | 18,203,484,033 | ▼17.9%     | 6          | 28,415,385,390 | ▼17.1%     | 4          | 逆差▼  |
| 2024 | 64,499,257,668 | ▲38.4%   | 4        | 20,792,486,774 | ▲14.2%     | 6          | 43,706,770,894 | ▲53.8%     | 4          | 逆差▲  |

2023年的兩國貿易項目如下：
出口至韓國的前10大項目為：集成电路；印刷電路；光學透鏡、稜鏡、反射鏡與其他光學元件；石油與提自瀝青礦物之油類（原油除外）、以石油或瀝青質礦物為基本成份之未列名製品、廢油；自動資料處理機、磁性或光學閱讀機；環烴；不鏽鋼扁軋製品；特定用途機器之零件與附件；半導體裝置、光敏半導體裝置、發光二極體、已裝妥之压电晶体；平面顯示模組等。
自韓國進口的前10大項目為：積體電路；環烴；石油與提自瀝青礦物之油類（原油除外）、以石油或瀝青質礦物為基本成份之未列名製品、廢油；印刷電路；特定用途機器之零件與附件；製造半导体、集成电路與平面顯示器用之機器與器具、零件與附件；碟片、磁带、固態、與其他錄音或錄製之媒體；小客車與其他主要設計供載客之機動車輛；蓄電池；非環烴（碳氫化合物）等。

### 投資
中華民國的產業結構主要以中小企業、消費性產品為主，與韓國的生產成本類似，且產品處於高度競爭的狀況下，臺商赴韓國投資設廠較不踴躍。其他原因尚有投資成本高、市場過度保護、工會強勢與語言障礙等。
根據中華民國經濟部投資審議司統計，截至2024年4月，中華民國對韓國總投資件數為273件，總投資金額為29.23億美元，佔對外直接投資的1.36%；韓國對中華民國總投資件數為2,135件，總投資金額為17.39億美元，佔外商在台投資的0.79%。另根據韓國產業通商資源部統計，截至2022年，對韓國總投資件數為911件，總投資金額為24.21億美元。
在韓國的投資行業包括金融、電子、貿易、服務業等，目前有欣銓科技、元大集團、富邦集團、友嘉集團、日月光集團等企業在韓國實際投資；另有中華航空、長榮航空／海運、陽明海運、萬海航運、華碩、旺宏電子、捷安特、元大證券、元大商業銀行、上海商業儲蓄銀行等30餘家公司在韓國設有分支機構。
在臺灣的投資行業包括批發零售業、資通訊傳播業、制造业（電子零組件與金属製品）等，包括三星、LG、現代等韓國企業以及韩亚银行在台灣設有行銷據點或分行。
1995年5月，台商在首爾成立「韓國地區台商聯誼會」。2022年10月，成立「韓國臺灣商會總會」，是將原韓國地區臺商聯誼會提升至臺商總會。

### 會議[112]
1976年，中華民國國際經濟合作協會（國經協會）與韓國全國經濟人聯合會（FKI）每年輪流舉辦「中韓經濟聯席會議」，1992年起因兩國斷交而中斷，2000年恢復，2007年起改稱「臺韓經濟聯席會議」，至2023年已舉辦47屆。
1995年，中華民國對外貿易發展協會（TAITRA）與韓國大韓貿易投資振興公社（KOTRA）每年輪流舉辦「TAITRA／KOTRA聯席會議」，交換市場拓銷資訊。至2023年已舉辦26屆。
2002年，韓國成立「漢城臺北俱樂部」（Seoul Taipei Club），2006年11月，中華民國成立「臺北漢城聯誼會」（Taipei Seoul Club）。從經貿、文化、教育及體育等各方面加強雙邊交流。
2004年7月，韓國輸入協會（KOIMA）成立「韓臺貿易促進委員會」，中華民國則於2004年10月，由經濟部國際貿易局及臺北市進出口商業同業公會成立「臺韓經貿聯誼會」，建立合作交流平臺，進一步擴大雙邊交易。
2007年6月，於首爾舉辦第1屆「臺韓經貿諮商會議」，重啟局長級經貿溝通平臺。
2011年11月，韓國知識經濟部依據臺韓年度經貿諮商會議討論案，於臺北舉辦第1屆「臺韓產業合作論壇」。
2012年6月，為加強雙邊經貿合作，促進相互投資及產業結構互補，於臺北舉行「《臺韓投資保障協定》第1次實務會議」。
2017年，臺灣鋼鐵公會與韓國鋼鐵協會（KOSA）舉辦第1屆「臺韓鋼鐵會議」。此後每年輪流舉辦，至2019年已舉辦第3屆。
此外，為加強實質經貿關係，經常利用舉行（APEC）或世界贸易组织（WTO）會議機會舉行部長級雙邊會談，交換雙方經貿問題意見。

### 經貿問題
台商曾反應韓國在茶葉、水果（芒果、香蕉）、插頭、電源線、聚醯胺短纖維、銅捲、聚酯絲、聚酯粒、甲基丙烯酸甲酯、聚甲基丙烯酸甲酯板、聚甲丙烯酸甲酯粒的進口關稅過高。經交涉，上述產品的韓國進口關稅依WTO稅率課徵，若WTO新回合談判完成協商，即可享最惠國待遇。
在臺灣實驗室出具的優良實驗室操作規範（GLP）數據被韓國主管機關拒絕，其原因為臺灣並非（OECD）的數據相互接受（Mutual Acceptance of Data, MAD）會員，影響臺灣的化學品出口至韓國。但因臺灣為國際實驗室認證聯盟會員，有待透過雙邊經貿對話平臺，促請韓國方面研商解決產品進口障礙。

## 司法

### 國產處理
2013年5月22日，中華民國監察院通過監委高鳳仙、錢林慧君、葛永光提案，糾正外交部、駐韓國代表處。監察院表示外交部、駐韓代表處對於政府在韓國不動產，歷年資料未確實保存，歷經退出聯合國、對美斷交、對韓斷交，沒即時積極清查處理，直到2003年至2006年間，才開始查訪土地登記使用情形。糾正案文說，根據外交部2013年1月清查資料，目前政府在韓國登記所有的土地共27筆，座落首爾、仁川、釜山等處，有些土地被無權占用，有些則簽訂「委託管理契約」。高鳳仙說，目前有2筆國有土地被韓人無權占用數十年，至今沒有依法追討，另有多筆土地借給漢城華僑協會、漢城華僑小學、僑民服務委員會、漢城華僑中學使用，契約屆期，對方卻拒絕續約，土地被無權占用，中華民國政府束手無策。並指出，在韓國的國有財產維護與管理，涉及外交、僑務、法律、兩岸關係錯綜複雜因素，行政院應研議成立跨部會特別處理小組，擬訂整體政策方針，維護國家尊嚴及權益。

### 犯罪事件

#### 電信詐騙
2006－2009年，有超過400名台灣人前往韓國擔任提領詐騙贓款車手，單月遭逮捕的台灣人就有45名。2011年，則有500名台灣人被詐騙集團騙去韓國當人頭戶。詐騙集團成員自稱在韓國的工作輕鬆又月入10多萬元，等被害人決定赴韓國賺錢並抵達後才告知，找到工作之前須先充當詐騙集團的車手，去ATM提領贓款，每次可抽佣金7－10%。若不同意，就會遭韓國警方逮捕收押在看守所、判刑。
2017年3月5日，先前傳出2月中前往韓國打工後失蹤的兩名台灣女子，當日確報在韓國疑涉電信詐騙、由韓國警察逮捕。依照韓國司法審判，電信詐騙要判刑2年，而且要服刑完畢才能返國。

#### 毒品
2018年2－10月，韓國檢警破獲由台灣走私進入韓國共62.3公斤的安非他命，市價超過2,000億韓圓（約55億新台幣），已逮捕並起訴20名台灣人、2名韓國人。2018年10月，韓國首爾地方警察廳、國家情報院、關稅廳，與中華民國內政部警政署刑事警察局駐韓警察聯絡官共同破獲韓國最大宗安非他命走私案，重量達90公斤，市價3,000億韓圓（約82億新台幣），已逮捕包括3名台灣人在內的國際販毒組織成員8名，另有4人在逃。

#### 民主進步黨中央黨部遭竊事件
2017年8月1日，遭國際刑警組織列管的韓國籍男子趙準基，涉嫌在當天潛入中華民國執政黨－民主進步黨中央黨部竊取9萬多元新台幣、2萬多日圓及若干美元後，當晚搭機飛往日本，遭日本拒絕入境遣返回台灣，在桃園國際機場第二航廈入境時翻越未開放的證照查驗通道而逃逸，後於8月6日在新北市烏來山區逮捕歸案。10月3日，臺北地方法院檢察署依加重竊盜罪、違反入出國及移民法之未經許可入國罪將他起訴，臺北地方法院裁定續押3個月；其女友涉嫌藏匿人犯則獲檢方職權不起訴。11月16日，臺北地方法院依竊盜罪判處有期徒刑4個月，未經許可入國部分判處3個月，應執行有期徒刑5個月，得易科罰金15萬元新台幣。此外，法院判決書中，嫌犯中文名字是用「曹俊基」。2018年1月5日，服刑期滿後，依法院判決將他驅逐出境，由韓國警方派人押回韓國。
民主進步黨表示，嫌犯沒有帶走中央黨部內任何的資料、電腦或設備。

#### 酒醉駕車
2020年11月6日，1名在韓國就讀博士學位的臺灣女學生，於首爾遭闖紅燈又超速的酒駕累犯男子撞死，在一、二審均判刑8年，比檢察官求處的6年還重，但最高法院以違憲為由發回首尔中央地方法院重審。2022年3月29日，重審結果仍維持判刑8年，全案定讞。

## 協定
| 日期 | 簽署 | 備註              |
| --- | --- | ----------------- |
| 1952年3月1日 | 《中韓空運臨時協定》 | [ 註 3 ]          |
| 1961年3月3日 | 《中華民國與大韓民國間貿易協定》 | 以下簡稱中韓      |
| 1964年11月27日 | 《中韓友好條約》 |                   |
| 1965年5月15日 | 《中韓文化協定》 |                   |
| 1972年3月31日 | 《中韓相互保護專利協定換文》 |                   |
| 1972年7月7日 | 《中韓互免海空運所得稅協定換文》 | [ 註 4 ]          |
| 1981年2月17日 | 《中韓相互實施一九七四年國際海上人命安全公約換文》                                                                                      |                   |
| 1982年9月4日 | 《中韓共同遵守一九六九年國際船舶噸位丈量公約換文》                                                                                      |                   |
| 1983年9月19日 | 《中韓海運協定》 |                   |
| 1985年7月8日 | 《中韓司法資料交換協定》 | [ 註 5 ]          |
| 1986年11月14日 | 《中韓空中運輸協定》 | [ 註 6 ]          |
| 1990年11月28日 | 《中韓相互適用貨品暫准通關證公約換文》                                                                                                  |                   |
| 1991年7月24日 | 《中韓相互實施貨品暫准通關證制度備忘錄》                                                                                                | [ 註 7 ]          |
| 1991年7月30日 | 《中華民國交通部與大韓民國建設部間備忘錄》                                                                                              |                   |
| 1994年6月2日 | 《駐韓國台北代表部與駐台北韓國代表部間水果貿易諮商會議協定》                                                                            | 以下簡稱台韓      |
| 2000年8月7日 | 《臺韓關於TRR-II研究用反應器試運轉、運轉及維護技術諮詢服務合作協議書》                                                                  | [ 註 8 ]          |
| 2004年9月1日 | 《臺韓雙邊航空協定》 | [ 註 9 ]          |
| 2005年11月25日 | 《行政院衛生署中央健康保險局與南韓國民健康保險公團健保合作備忘錄》                                                                      |                   |
| 2006年9月1日 | 《國立臺灣大學與韩国科学技术院合作協議》                                                                                                | [ 92 ]            |
| 2006年9月26日 | 《國立清華大學與浦項工科大學學術合作協議》                                                                                              | [ 92 ]            |
| 2006年9月29日 | 《國立清華大學與國立首爾大學學術合作協議》                                                                                              | [ 92 ]            |
| 2006年11月29日 | 《臺韓關於洗錢相關金融情資交換合作瞭解備忘錄》                                                                                          | [ 註 10 ]         |
| 2008年11月20日 | 《台韓電子產證跨境交換合作備忘錄》 |                   |
| 2009年8月11日 | 《台韓飛航安全合作備忘錄》 |                   |
| 2010年11月23日 | 《台韓打工度假簽證瞭解備忘錄》 |                   |
| 2013年5月7日 | 《中華民國國家通訊傳播委員會與大韓民國放送通訊審議委員會通訊傳播瞭解備忘錄》                                                            | [ 註 11 ]         |
| 2013年9月 | 《臺韓氣象地震科技合作備忘錄》 | [ 88 ]            |
| 2015年6月15日 | 《台韓專利審查高速公路瞭解備忘錄》 《台韓工業財產資料交換及優先權文件電子交換瞭解備忘錄》                                               | [ 註 12 ]         |
| 2015年12月22日 | 《臺韓優質企業相互認證協議》 |                   |
| 2016年 | 《臺韓土壤及地下水保護合作瞭解備忘錄》 《韓國金九財團與國立臺灣大學交流合作意向書》                                                     | [ 101 ] [ 註 13 ] |
| 2018年6月27日 | 《台韓互惠使用自動通關瞭解備忘錄》 | [ 134 ]           |
| 2019年8月29日 | 《臺韓消费者保护瞭解備忘錄》 | [ 135 ]           |
| 2020年8月7日 | 《臺韓專利程序上生物材料寄存相互合作瞭解備忘錄》                                                                                        |                   |
| 2021年11月17日 | 《臺韓避免所得稅雙重課稅及防杜逃稅協定》                                                                                                | [ 136 ] [ 註 14 ] |
| 2022年2月17日 | 《臺韓國際駕照互相承認備忘錄》 | [ 138 ]           |
| 2022年7月8日 | 《臺韓雙邊銀行業監理合作備忘錄》 | [ 117 ]           |
| 2023年2月24日 | 《臺韓司法相互合作瞭解備忘錄》 |                   |
| 目前正推動《臺韓自由貿易協定》的可行性研究。 截至2015年，共有99所台灣的大學與190所韓國的大學締結姐妹校，並簽署879項的交流協定或備忘錄。 | 目前正推動《臺韓自由貿易協定》的可行性研究。 截至2015年，共有99所台灣的大學與190所韓國的大學締結姐妹校，並簽署879項的交流協定或備忘錄。 | [ 139 ]           |

## 簽證

持中華民國護照的中華民國國民簽證要求分布圖：入境韓國可以免簽證

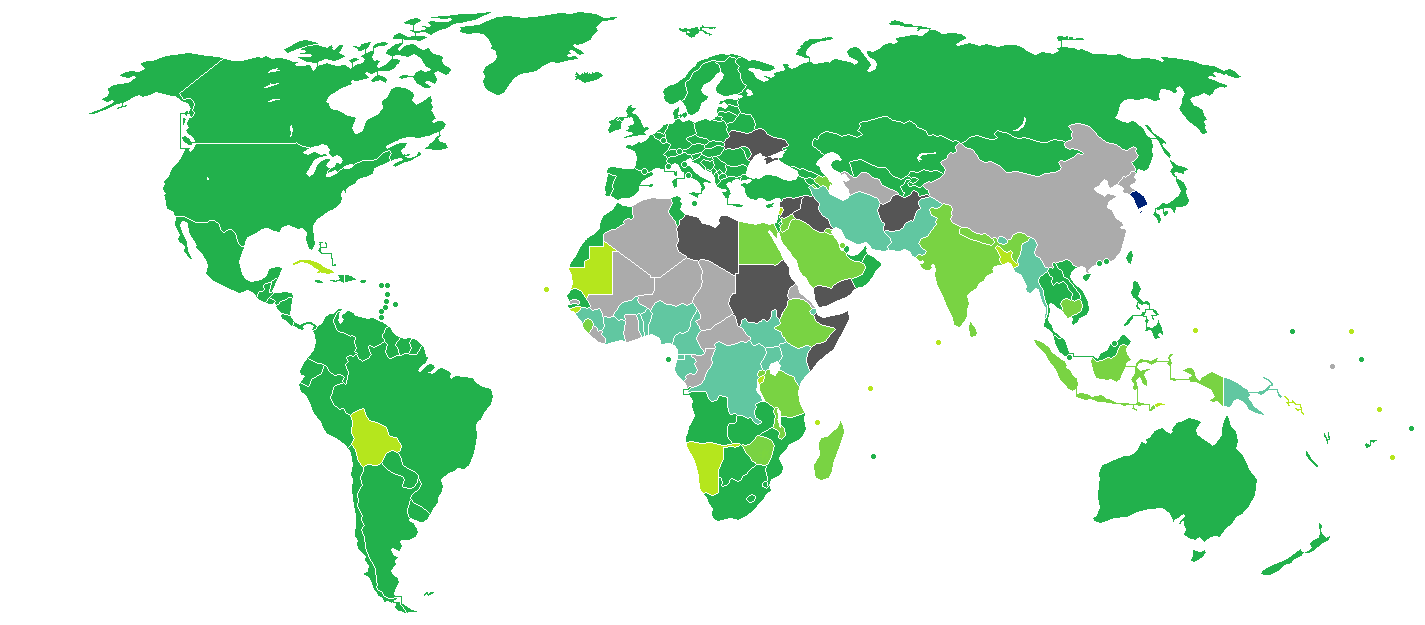
持韓國護照的韓國國民簽證要求分布圖：入境中華民國可以免簽證

持有中華民國護照的中華民國國民可以免簽證的方式入境韓國，停留最多90天，不需另申請「韓國電子旅行許可」（K-ETA，至2025年12月31日）。入境須填寫「健康狀態問卷」（符合條件可免填），另實施電子入境申報制度，於抵達韓國前3天線上填寫。過境轉機者須於抵韓後24小時內轉機出境。
持有韓國護照的韓國國民也可免簽證入境中華民國，停留最多90天。
此外，兩國每年皆提供特定名額的18－34歲（韓國給予至30歲）青年為期1年的度假打工簽證（皆必須未曾取得此種簽證）。

## 交通

### 航空

#### 背景
在1992年大韓民國與中華人民共和國建交之后，臺北↔首爾之间的定期航班停飞，韓國籍航空器也被禁止飛越台北飛航情報區，但仍有泰国航空、国泰航空、達美航空等第三国航空公司的第五航权航班运营。十二年后，两个城市之间也仅仅开通了包机。直航停飞造成了在1992年尚有42万人次的双边往來数量，在第二年就下降到了22万人次，而直到2003年才仅仅恢复到36万人次。最终，「臺北駐首爾非官方代表團」成员与「首爾駐臺北非官方代表團」于2004年9月1日签订了《臺韓雙邊航空協定》，允许双方的飞机进入对方领空。这一协议不仅重新开通了中華民國与韓國之间的直航，还使得从韓國到东南亚的航线可以直接过境臺北飛航情報區，而不需要绕道中华人民共和国或者菲律宾。当时的分析家估计，这可以让韓國的航空公司在燃油以及其它费用上节省330亿韩圓（折合当时的2,900万美元）。
2005年雙方往來人數約54萬人次，已恢復到斷交前的高峰。在2014年首度突破100萬，達到115萬人次。至2017年更來到約194萬人次。
雙邊有航班來往的城市如下（截至2023年6月22日）

#### 客運
2018年6月27日起，兩國旅客可使用自動查驗通關系統，不須再排隊透過移民官手動查驗，能大幅省下排隊時間。
| 中華民國 | （按照都會區人口排列） |
| -------- | --- |
| 臺北松山 | 首爾金浦（中華航空、長榮航空、易斯達航空、德威航空） |
| 臺北桃園 | 首爾仁川（中華航空、長榮航空、立榮航空由長榮航空營運、台灣虎航、大韓航空、韓亞航空、真航空、易斯達航空、濟州航空、泰國國際航空、國泰航空、酷航、荷蘭皇家航空） 釜山（中華航空、台灣虎航、大韓航空、釜山航空、易斯達航空、濟州航空） 大邱（台灣虎航、釜山航空、真航空、德威航空、濟州航空） 務安（濟州航空） 清州（易斯達航空、濟州航空） 濟州島（台灣虎航、易斯達航空、德威航空、濟州航空） 襄陽（江原航空） ※大韓航空以空中巴士A380執飛台北桃園－首爾仁川航線。 |
| 臺中     | 首爾仁川（長榮航空、德威航空） |
| 高雄     | 首爾金浦（中華航空於2023年7月6日開航、台灣虎航於2023年6月30日開航、德威航空於2023年7月7日開航、濟州航空延期開航） 首爾仁川（中華航空、長榮航空、韓亞航空、釜山航空、德威航空、濟州航空） 釜山（釜山航空、德威航空、濟州航空） 濟州島（濟州航空） 襄陽（江原航空延期開航） |
| 花蓮     | 首爾仁川（易斯達航空） 釜山（易斯達航空） |

#### 貨運
| 中華民國 |                                        |
| -------- | -------------------------------------- |
| 臺北松山 | 首爾金浦（中華航空貨運、長榮航空貨運） |
| 臺北桃園 | 首爾仁川（優比速、博立貨運航空）       |

### 船運
| 中華民國 |               |
| -------- | ------------- |
| 高雄港   | 釜山港 光陽港 |
| 基隆港   | 釜山港 仁川港 |

### 駕車
持有中華民國汽車駕駛執照、韓國居留證（外國人登錄證／／Alien Registration Card），可經由外交部領事事務局或駐台北韓國代表部驗證後，向韓國監理所申請換發韓國駕駛執照。在兩國國際駕駛執照互相承認後，可使用中華民國國際駕駛執照在韓國駕車。

## 外部連結
| - 中華民國外交部－大韓民國簡介 （页面存档备份，存于） - 駐韓國台北代表部（Facebook、Twitter、僑務組、科技組由駐日本科技組兼轄） - 釜山辦事處（Facebook） - 外交部領事事務局－國外旅遊警示分級表 - 中華民國衛生福利部－國際旅遊疫情建議等級 - 中華民國國際經濟合作協會 （页面存档备份，存于） - 首爾台灣貿易中心（Facebook） - 臺韓經貿聯誼會 | - 韓國外交部－台灣簡介 （页面存档备份，存于） - 駐台北韓國代表部（Facebook） - 韓國觀光公社臺北支社的Facebook專頁 |